# Zgornje Roje
Zgornje Roje este o localitate din comuna Žalec, Slovenia, cu o populație de 123 de locuitori.